# 92894 Bluford
92894 Bluford è un asteroide della fascia principale. Scoperto nel 2000, presenta un'orbita caratterizzata da un semiasse maggiore pari a 2,3584596 au e da un'eccentricità di 0,1816233, inclinata di 4,80055° rispetto all'eclittica.